# Colossopus
Colossopus is een geslacht van rechtvleugeligen uit de familie sabelsprinkhanen (Tettigoniidae). De wetenschappelijke naam van dit geslacht is voor het eerst geldig gepubliceerd in 1899 door Saussure.

## Soorten
Het geslacht Colossopus omvat de volgende soorten:
- Colossopus grandidieri Saussure, 1899
- Colossopus redtenbacheri Brongniart, 1897